# Ernst Sonnemann
Ernst Sonnemann (Ahlden, 1630 – 1670; ook Ernestus Sonnemann) was een Duits luthers pastor en kerklieddichter.

## Biografie
Sonnemann studeerde vanaf 31 december 1642 in Helmstedt. In Celle heeft hij een tijdje Latijn op school gestudeerd, waar hij op 10 november 1658 conrector werd. Drie jaar later publiceerde hij het Lüneburger Gesangbuch. Op 8 oktober 1659 trouwde hij met Margreta Ursula. In 1661 werd hij pastor aan de Münsterkirche St. Alexandri in Einbeck. Op 22 juli 1661 werd zijn dochter Maria Margreta gedoopt. De overlijdensdatum is omstreden; op de grafsteen van Sonnemann staat: "in het begin van het jaar [...] 1670 uit het leven weggenomen". Een andere bron zegt 17 november als overlijdensdag en weer een andere 17 juni. Het bekendste door hem gemaakte kerklied Auf Christi Himmelfahrt allein ich meine Nachfahrt gründe is een bewerking van het lied Allein auf Christi Himmelfahrt van Josua Wegelin.

## Publicaties
- Lüneburger Gesangbuch (1661)
- Auf Christi Himmelfahrt allein ich meine Nachfahrt gründe (EKG 93)